# Gyminda orbicularis
Gyminda orbicularis är en benvedsväxtart som beskrevs av Attila L. Borhidi och Muniz. Gyminda orbicularis ingår i släktet Gyminda och familjen Celastraceae. Inga underarter finns listade.